# Suore carmelitane di San Giuseppe (El Salvador)
Le Suore Carmelitane di San Giuseppe (in spagnolo Hermanas Carmelitas de San José; sigla C.S.J.) sono un istituto religioso femminile di diritto pontificio.

## Storia

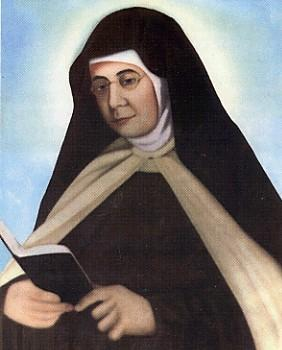
Clara Quirós, fondatrice della congregazione

Le origini della congregazione risalgono al 14 ottobre 1916 quando Antonio Adolfo Pérez y Aguilar, vescovo salesiano di San Salvador, ammise Clara Quirós e cinque sue compagne al terz'ordine carmelitano: la Quirós e le compagne avevano assunto la cura delle orfane ospitate nella casa di Belén di Nuova San Salvador.

## Attività e diffusione
Le suore si dedicano all'educazione della gioventù, alla cura dei poveri e al servizio nei seminari e nelle parrocchie.
Oltre che nel Salvador, sono presenti in Brasile, Camerun, Colombia, Congo, Costa Rica, Guatemala, Honduras, Italia, Messico, Panama, Spagna e negli Stati Uniti d'America; la sede generalizia è a Santa Tecla.
Alla fine del 2015 l'istituto contava 249 religiose in 47 case.